# Torneio Ice Brasil de Curling 2022
O Torneio Ice Brasil de Curling 2022 foi o primeiro torneio de curling amador organizado pela Confederação Brasileira de Desportos no Gelo (CBDG) para todos os jogadores brasileiros e/ou estrangeiros, filiados ou não, com ou sem experiência na modalidade. Foi realizado na Arena Ice Brasil (Morumbi, São Paulo), entre os dias 24 de junho e 3 de julho de 2022. No primeiro final de semana, foram disputadas as competições das categorias Times Femininos, Times Masculinos e Times Mistos. No segundo final de semana, foi a vez da categoria Duplas Mistas.
A dupla vencedora no Torneio Ice Brasil de Curling 2022 na categoria duplas mistas é convidada a participar do Campeonato Brasileiro de Curling 2022, também em São Paulo.

## Times inscritos
Não houve inscrições para times juvenis e times cadeirantes.
| Categoria        | Legenda | Skip                        | Vice-skip                    | Atleta 3                       | Atleta 4                        |
| ---------------- | ------- | --------------------------- | ---------------------------- | ------------------------------ | ------------------------------- |
| Times Masculinos | MASC1   | Henrique Benjamin           | Felipe Augusto Ribeiro Pires | Henrique Levy Alves Balangio   | Durval Lucas dos Santos Junior¹ |
| Times Masculinos | MASC2   | Anderson Ricardo de Freitas | Francis Ozaki                | Júlio Herminio Bressan Martins | Arnaldo Hirofumi Yamashita      |
| Times Masculinos | MASC3   | Sidinei Sassi               | Atailson Ribas               | Ludiere Chaia                  | Diego Chaia                     |
| Times Femininos  | FEM1    | Giullia Paula Rodriguez     | Andrea Carlana               | Genice Elena Amorim            | Liege Mari Menta Rosano         |
| Times Mistos     | MI1     | Francis Ozaki               | Denise Shimbo Misumi         | Anderson Freitas               | Elen Naomi Sumi                 |
| Times Mistos     | MI2     | Atailson Ribas              | Sidinei Sassi                | Giullia Paula Rodriguez        | Genice Elena Amorim             |
| Times Mistos     | MI3     | Ludiere Chaia²              | Andrea Carlana               | Diego Chaia                    | Liege Mari Menta Rosano         |

¹Substituído por Matheus Figueiredo
²Substituído por Felipe Augusto Ribeiro Pires

## Duplas Mistas inscritas
| Legenda | Atleta Feminino          | Atleta Masculino             | Residência        |
| ------- | ------------------------ | ---------------------------- | ----------------- |
| D1      | Greta Betina Alves Bueno | Henrique Levy Alves Balangio | São Paulo-SP      |
| D2      | Elen Naomi Sumi          | Arnaldo Hirofumi Yamashita   | São Paulo-SP      |
| D3      | Sarah Walsh              | P. N. Raju                   | San Francisco-EUA |
| D4      | Liege Mari Menta Rosano  | Henrique Benjamin            | São Paulo-SP      |
| D5      | Andrea Carlana           | Diego Chaia                  | São Paulo -SP     |
| D6      | Genice Elena Amorim      | Sidinei Sassi                | São Paulo-SP      |
| D7      | Lenise Silva de Souza    | Andrei Zwetsch Cavalheiro    | Araranguá-SC      |
| D8      | Fabiana Campos           | Felipe Augusto Ribeiro Pires | São Paulo-SP      |
| D9      | Giullia Paula Rodriguez  | Atailson Ribas               | São Paulo-SP      |

## Competição de Duplas Mistas
Após uma primeira fase com com três grupos de três duplas, todas as duplas serão ranqueada conforme três critérios: 1º) número de vitórias; 2º) número de ends vitoriosos e 3º) número de pontos conquistados. As três melhores ranqueadas passam diretamente para os jogos qualificatórios e as demais seis jogam uma repescagem em três jogos: R1 (4ª x 5ª), R2 (6ª x 7ª) e R3 (8ª x 9ª). Os jogos qualificatórios são: Q1) 1ª x vencedor R1, Q2) 2ª x vencedor R3 e Q3) 3ª x R2. As semifinais terão vencedor Q1 contra vencedor Q2 e vencedor Q3 contra perdedor Q1.  Vencedores das semifinais disputam a final e os perdedor disputam o terceiro lugar. Os jogos da primeira fase, repescagem e qualificatórios são disputados em seis ends (ou duas horas de duração) e as semifinais e finais  em 8 ends (ou duas horas e meia de duração).

### 1ª Fase

#### Rodada 1
Sexta, 1º de julho, 19:00
| Pista 1(C)             | LSFE    | 1 | 2 | 3 | 4 | 5 | 6 | 7 | 8 | Final |
| ---------------------- | ------- | - | - | - | - | - | - | - | - | ----- |
| D1 Greta/Henrique Levy |         | 0 | 1 | 0 | 0 | 0 | 0 |   |   | 1     |
| D3 Walsh/Raju          | Martelo | 3 | 0 | 1 | 1 | 1 | 2 |   |   | 8     |

| Pista 2(B)                 | LSFE    | 1 | 2 | 3 | 4 | 5 | 6 | 7 | 8 | Final |
| -------------------------- | ------- | - | - | - | - | - | - | - | - | ----- |
| D4 Liege/Henrique Benjamin |         | 0 | 2 | 0 | 0 | 1 | 0 |   |   | 3     |
| D5 Andrea/Diego            | Martelo | 2 | 0 | 3 | 1 | 0 | 3 |   |   | 9     |

| Pista 3(A)        | LSFE    | 1 | 2 | 3 | 4 | 5 | 6 | 7 | 8 | Final |
| ----------------- | ------- | - | - | - | - | - | - | - | - | ----- |
| D7 Lenise/Andrei  |         | 0 | 1 | 0 | 1 | 0 | 1 |   |   | 3     |
| D8 Fabiana/Felipe | Martelo | 2 | 0 | 1 | 0 | 1 | 0 |   |   | 4     |

#### Rodada 2
Sábado, 2 de julho, 9:00
| Pista 1           | LSFE    | 1 | 2 | 3 | 4 | 5 | 6 | 7 | 8 | Final |
| ----------------- | ------- | - | - | - | - | - | - | - | - | ----- |
| D2 Elen/Arnaldo   | Martelo | 2 | 0 | 0 | 0 | 1 | 0 |   |   | 3     |
| D1 Greta/Henrique |         | 0 | 2 | 1 | 1 | 0 | 4 |   |   | 8     |

| Pista 2           | LSFE    | 1 | 2 | 3 | 4 | 5 | 6 | 7 | 8 | Final |
| ----------------- | ------- | - | - | - | - | - | - | - | - | ----- |
| D6 Helena/Sidinei | Martelo | 4 | 0 | 0 | 0 | 2 | 1 |   |   | 7     |
| D4 Liege/Henrique |         | 0 | 1 | 1 | 3 | 0 | 0 |   |   | 5     |

| Pista 3             | LSFE    | 1 | 2 | 3 | 4 | 5 | 6 | 7 | 8 | Final |
| ------------------- | ------- | - | - | - | - | - | - | - | - | ----- |
| D9 Giullia/Atailson | Martelo | 1 | 2 | 0 | 4 | 0 | 0 |   |   | 7     |
| D7 Lenise/Andrei    |         | 0 | 0 | 1 | 0 | 2 | 1 |   |   | 4     |

#### Rodada 3
Sábado, 2 de julho, 12:00
| Pista 1         | LSFE    | 1 | 2 | 3 | 4 | 5 | 6 | 7 | 8 | Final |
| --------------- | ------- | - | - | - | - | - | - | - | - | ----- |
| D2 Elen/Arnaldo | Martelo | 0 | 0 | 0 | 0 | 3 | 1 |   |   | 4     |
| D3 Walsh/Raju   |         | 1 | 2 | 1 | 2 | 0 | 0 |   |   | 6     |

| Pista 2           | LSFE    | 1 | 2 | 3 | 4 | 5 | 6 | 7 | 8 | Final |
| ----------------- | ------- | - | - | - | - | - | - | - | - | ----- |
| D5 Andrea/Diego   |         | 0 | 1 | 0 | 3 | 1 | 0 | 1 |   | 6     |
| D6 Helena/Sidinei | Martelo | 2 | 0 | 1 | 0 | 0 | 2 | 0 |   | 5     |

| Pista 3             | LSFE    | 1 | 2 | 3 | 4 | 5 | 6 | 7 | 8 | Final |
| ------------------- | ------- | - | - | - | - | - | - | - | - | ----- |
| D8 Fabiana/Felipe   | Martelo | 2 | 0 | 0 | 0 | 1 | 1 |   |   | 4     |
| D9 Giullia/Atailson |         | 0 | 1 | 1 | 1 | 0 | 0 |   |   | 3     |

#### Classificação da 1ª Fase
Ranqueamento das duplas conforme critérios de desempenho
| Legenda | Legenda                                      |
| ------- | -------------------------------------------- |
|         | Passam diretamente aos jogos qualificatórios |

| Posição | Dupla | Atletas                 | V-D | EV-EP | PG-PS |
| ------- | ----- | ----------------------- | --- | ----- | ----- |
| 1ª      | D3    | Walsh/Raju              | 2-0 | 9-3   | 14-5  |
| 2ª      | D5    | Andrea/Diego            | 2-0 | 8-5   | 15-8  |
| 3ª      | D8    | Fabiana/Felipe          | 2-0 | 6-6   | 8-6   |
| 4ª      | D6    | Elena/Sidinei           | 1-1 | 6-6   | 12-11 |
| 5ª      | D9    | Giullia/Atailson        | 1-1 | 6-6   | 10-8  |
| 6ª      | D1    | Greta/Henrique Levy     | 1-1 | 5-7   | 9-11  |
| 7ª      | D7    | Lenise/Andrei           | 0-2 | 6-6   | 7-11  |
| 8ª      | D4    | Liege/Henrique Benjamin | 0-2 | 5-7   | 8-16  |
| 9ª      | D2    | Elen/Arnaldo            | 0-2 | 4-8   | 7-14  |

### Repescagem
Sábado, 2 de julho, 15:00
R1 (4º da 1ª Fase x 5º da 1ª fase)
| Pista 1             | LSFE    | 1 | 2 | 3 | 4 | 5 | 6 | 7 | 8 | Final |
| ------------------- | ------- | - | - | - | - | - | - | - | - | ----- |
| D6 Elena/Sidinei    |         | 0 | 3 | 0 | 2 | 0 | 1 | 0 |   | 6     |
| D9 Giullia/Atailson | Martelo | 3 | 0 | 2 | 0 | 1 | 0 | 1 |   | 7     |

R2 (6º da 1ª Fase x 7º da 1ª fase)
| Pista 2           | LSFE    | 1 | 2 | 3 | 4 | 5 | 6 | 7 | 8 | Final |
| ----------------- | ------- | - | - | - | - | - | - | - | - | ----- |
| D1 Greta/Henrique | Martelo | 1 | 0 | 3 | 1 | 1 | 0 |   |   | 6     |
| D7 Lenise/Andrei  |         | 0 | 1 | 0 | 0 | 0 | 1 |   |   | 2     |

R3 (8º da 1ª Fase x 9º da 1ª fase)
| Pista 3                    | LSFE    | 1 | 2 | 3 | 4 | 5 | 6 | 7 | 8 | Final |
| -------------------------- | ------- | - | - | - | - | - | - | - | - | ----- |
| D4 Liege/Henrique Benjamim |         | 1 | 0 | 1 | 0 | 1 | 0 |   |   | 3     |
| D2 Elen/Arnaldo            | Martelo | 0 | 2 | 0 | 2 | 0 | 1 |   |   | 5     |

### Jogos Qualificatórios
Domingo, 2 de julho, 8:00
Q1 (1º da 1ª Fase x vencedor R1)
| Pista 1             | LSFE    | 1 | 2 | 3 | 4 | 5 | 6 | 7 | 8 | Final |
| ------------------- | ------- | - | - | - | - | - | - | - | - | ----- |
| D3 Walsh/Raju       |         | 0 | 2 | 2 | 2 | 0 | 3 |   |   | 9     |
| D9 Giullia/Atailson | Martelo | 1 | 0 | 0 | 0 | 1 | 0 |   |   | 2     |

Q2 (2º da 1ª Fase x vencedor R3)
| Pista 2         | LSFE    | 1 | 2 | 3 | 4 | 5 | 6 | 7 | 8 | Final |
| --------------- | ------- | - | - | - | - | - | - | - | - | ----- |
| D5 Andrea/Diego | Martelo | 1 | 0 | 1 | 1 | 0 | 2 |   |   | 5     |
| D2 Elen/Arnaldo |         | 0 | 4 | 0 | 0 | 3 | 0 |   |   | 7     |

Q3 (3º da 1ª Fase x vencedor R2)
| Pista 3                | LSFE    | 1 | 2 | 3 | 4 | 5 | 6 | 7 | 8 | Final |
| ---------------------- | ------- | - | - | - | - | - | - | - | - | ----- |
| D8 Fabiana/Felipe      | Martelo | 3 | 0 | 1 | 2 | 1 | 1 |   |   | 8     |
| D1 Greta/Henrique Levy |         | 0 | 3 | 0 | 0 | 0 | 0 |   |   | 3     |

### Semifinais
Domingo, 3 de julho, 11:00
Semifinal 1 (vencedor Q1 x vencedor Q3)
| Pista 1           | LSFE    | 1 | 2 | 3 | 4 | 5 | 6 | 7 | 8 | Final |
| ----------------- | ------- | - | - | - | - | - | - | - | - | ----- |
| D3 Walsh/Raju     | Martelo | 1 | 1 | 0 | 2 | 0 | 0 | 1 | 0 | 5     |
| D8 Fabiana/Felipe |         | 0 | 0 | 1 | 0 | 1 | 1 | 0 | 1 | 4     |

Semifinal 2 (vencedor Q2 x perdedor Q1)
| Pista 3             | LSFE    | 1 | 2 | 3 | 4 | 5 | 6 | 7 | 8 | Final |
| ------------------- | ------- | - | - | - | - | - | - | - | - | ----- |
| D2 Elen/Arnaldo     | Martelo | 1 | 0 | 2 | 0 | 1 | 0 | 2 | 0 | 6     |
| D9 Giullia/Atailson |         | 0 | 4 | 0 | 1 | 0 | 1 | 0 | 1 | 7     |

### Decisão do 3º lugar
Domingo, 3 de julho, 14:00
A dupla D2 abriu mão da disputa.
| Pista 3           | LSFE | 1 | 2 | 3 | 4 | 5 | 6 | 7 | 8 | Final |
| ----------------- | ---- | - | - | - | - | - | - | - | - | ----- |
| D8 Fabiana/Felipe |      | x | x | x | x | x | x |   |   | 1     |
| D2 Elen/Arnaldo   |      | x | x | x | x | x | x |   |   | 0     |

### Final
Domingo, 3 de julho, 14:00
| Pista 2             | LSFE    | 1 | 2 | 3 | 4 | 5 | 6 | 7 | 8 | Final |
| ------------------- | ------- | - | - | - | - | - | - | - | - | ----- |
| D3 Walsh/Raju       | Martelo | 3 | 0 | 1 | 0 | 0 | 2 | 0 | 2 | 8     |
| D9 Giullia/Atailson |         | 0 | 2 | 0 | 1 | 1 | 0 | 2 | 0 | 6     |

## Classificação final - Duplas Mistas
Ranqueamento geral das duplas conforme critérios de desempenho
| Posição | Dupla | Atletas                 | W | L | EW | EL | PS | PA |
| ------- | ----- | ----------------------- | - | - | -- | -- | -- | -- |
| 1ª      | D3    | Walsh/Raju              | 5 | 0 | 21 | 13 | 36 | 17 |
| 2ª      | D5    | Giullia/Atailson        | 3 | 3 | 20 | 21 | 32 | 37 |
| 3ª      | D8    | Fabiana/Felipe          | 3 | 1 | 15 | 11 | 22 | 14 |
| 4ª      | D6    | Elen/Arnaldo            | 2 | 3 | 13 | 19 | 18 | 21 |
| 5ª      | D9    | Andrea/Diego            | 2 | 1 | 12 | 7  | 20 | 15 |
| 6ª      | D1    | Greta/Henrique Levy     | 2 | 2 | 10 | 13 | 18 | 21 |
| 7ª      | D7    | Elena/Sidinei           | 1 | 2 | 9  | 4  | 18 | 18 |
| 8ª      | D4    | Liege/Henrique Benjamin | 0 | 3 | 8  | 10 | 11 | 23 |
| 9ª      | D2    | Lenise/Andrei           | 0 | 3 | 8  | 10 | 9  | 17 |

## Classificação final
| Duplas Mistas | Duplas Mistas           |
| ------------- | ----------------------- |
| 1             | Walsh/Raju              |
| 2             | Giullia/Atailson        |
| 3             | Fabiana/Felipe          |
| 4º            | Elen/Arnaldo            |
| 5º            | Andrea/Diego            |
| 6º            | Greta/Henrique Levy     |
| 7º            | Elena/Sidinei           |
| 8º            | Liege/Henrique Benjamin |
| 9º            | Lenise/Andrei           |

| Times Masculinos | Times Masculinos                                           |
| ---------------- | ---------------------------------------------------------- |
| 1                | MASC1 (Henrique Benjamin, Felipe, Henrique Levy e Matheus) |
| 2                | MASC2 (Anderson, Francis, Júlio e Arnaldo)                 |
| 3                | MASC3 (Sidinei, Ataílson, Ludiere e Diego)                 |

| Times Femininos | Times Femininos                       |
| --------------- | ------------------------------------- |
| 1               | FEM1 (Giullia, Andrea, Elena e Liege) |

| Times Mistos | Times Mistos                             |
| ------------ | ---------------------------------------- |
| 1            | MI2 (Ataílson, Giullia, Sidinei e Elena) |
| 2            | MI3 (Felipe, Andrea, Diego e Liege)      |
| 3            | MI1 (Francis, Denise, Anderson e Elen)   |

## Transmissão
As partidas foram transmitidas por streaming no perfil da Arena Ice Brasil no Instagram []